# Sidodadi (Puring)
Sidodadi is een bestuurslaag in het regentschap Kebumen van de provincie Midden-Java, Indonesië. Sidodadi telt 1771 inwoners (volkstelling 2010).